# Poppea setosa
Poppea setosa är en insektsart som beskrevs av Fowler. Poppea setosa ingår i släktet Poppea och familjen hornstritar. Inga underarter finns listade i Catalogue of Life.